# 陳長橿

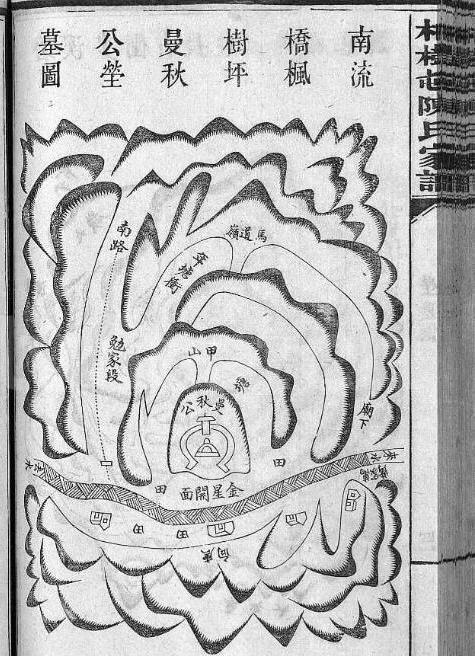
陳長橿之墓

陳長橿（1861年—1906年），字曼秋，湖南省長沙府瀏陽縣人，清朝政治人物、進士出身。

## 生平
光緒十五年（1889年），参加光緒己丑科殿試，登進士二甲15名。同年五月，改翰林院庶吉士。光緒十六年四月，散館，授翰林院編修。
光绪十八年（1892年），补任湖北荆州府宜都縣知县。任上勤於民事、致力教化。因政绩考核突出，受到朝廷的嘉奖，后调任乡试同考官。后丁忧回籍服父丧，此后不再为官，直至去世